# Virginia City (film)
Virginia City is een Amerikaanse western uit 1940 onder regie van Michael Curtiz.

## Verhaal
Kapitein Kerry Bradford is een officier in het leger van de Noordelijke Staten. Hij kan ontsnappen uit een gevangenis van de Zuidelijken. Hij vlucht naar Virginia City, waar hij ontdekt dat gevangenisdirecteur Vance Irby van plan is om 5 miljoen dollar te betalen om de Zuidelijke Staten te redden. Zowel Bradford als Irby is verliefd op Julia Hayne, die sympathie heeft voor de Zuidelijken. Dankzij Hayne kan Irby Bradford weer inrekenen. Vervolgens weet hij met de hulp van John Murrell en zijn kompanen naar het Zuiden te ontsnappen. Onderweg blijkt dat Murrell niet te vertrouwen is.

## Rolverdeling
| Acteur             | Personage           |
| ------------------ | ------------------- |
| Errol Flynn        | Kerry Bradford      |
| Miriam Hopkins     | Julia Hayne         |
| Randolph Scott     | Vance Irby          |
| Humphrey Bogart    | John Murrell        |
| Frank McHugh       | Mijnheer Upjohn     |
| Alan Hale          | Olaf Swenson        |
| Guinn Williams     | Marblehead          |
| John Litel         | Marshall            |
| Douglass Dumbrille | Majoor Drewery      |
| Moroni Olsen       | Cameron             |
| Russell Hicks      | Armistead           |
| Dickie Jones       | Cobby               |
| Frank Wilcox       | Noordelijke soldaat |
| Russell Simpson    | Gaylord             |
| Victor Kilian      | Abraham Lincoln     |